# Organy w kościele św. Jacka w Słupsku

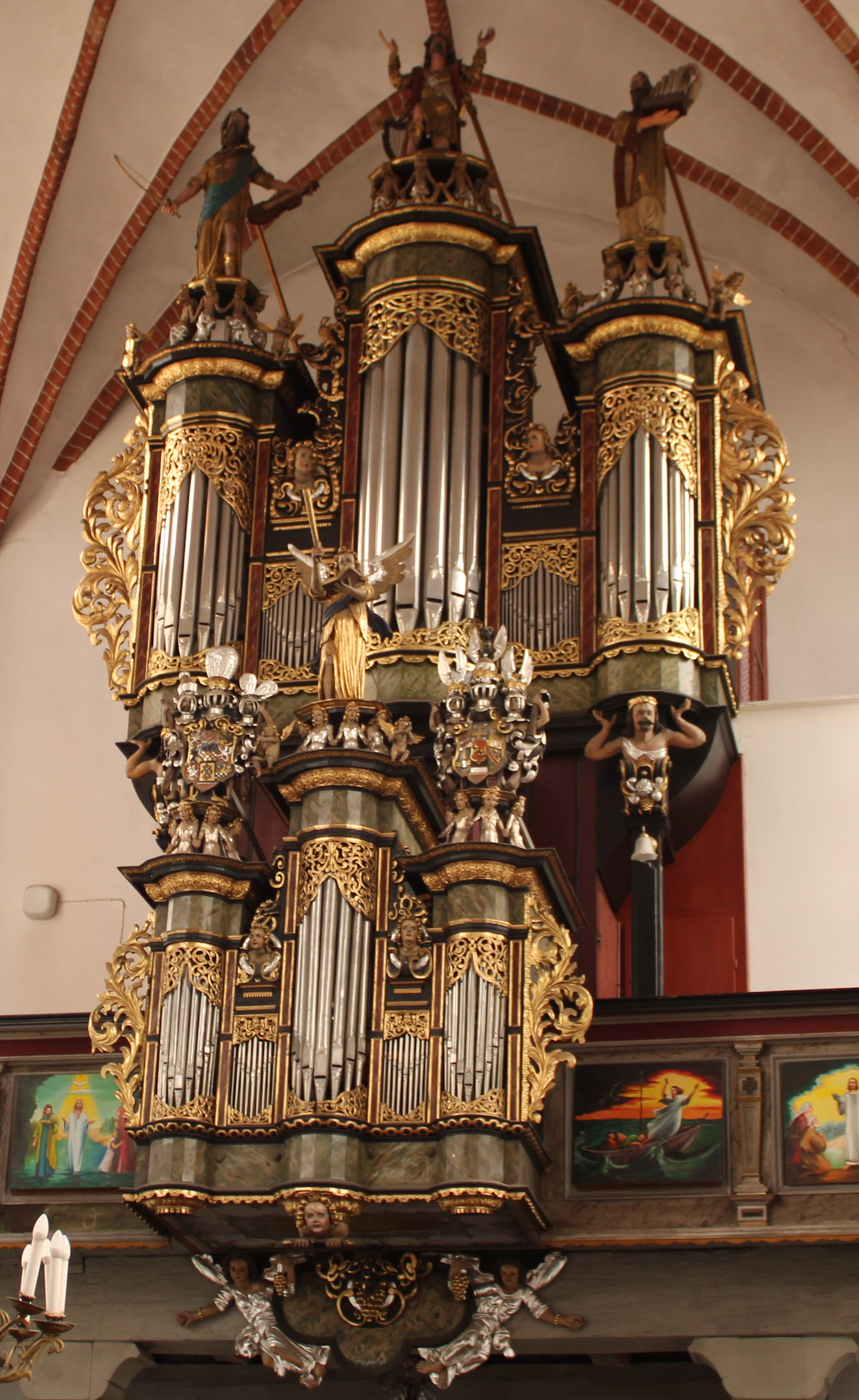

Organy w kościele św. Jacka w Słupsku – 33-głosowe barokowe organy piszczałkowe w kościele św. Jacka w Słupsku. Jedne z najstarszych w Polsce grywalnych organów wyposażonych w trakturę mechaniczną. Zbudowane w latach 1655–1657 przez organmistrza Paula Fischera. Zrekonstruowane w 2002. 

## Historia
Fundatorką pierwszych, nieistniejących już organów dla kościoła św. Jacka (wówczas jeszcze kościoła ewangelickiego św. Jana) była księżna Erdmuta – żona księcia szczecińskiego Jana Fryderyka.
Budowę organów barokowych w połowie XVII wieku zlecił i sfinansował książę Ernest Bogusław von Croy. Projektantem i pierwszym wykonawcą instrumentu był organmistrz Paul Fischer; prace rozpoczął w 1655. Po jego nagłej śmierci konstrukcję kontynuował i zakończył w 1657 jego zięć – organmistrz Michał Beriegel. Prospekt i dekorację rzeźbiarską wykonał snycerz Hans Eddelwer z Darłowa.
Zapiski historyczne wzmiankują muzyka wojskowego D.S. Arsandta – żołnierza z regimentu Filipa Ottona von Grumbkowa wyznaczonego w 1735 przez króla Prus Fryderyka Wilhelma I na stanowisko organisty w niedalekim Koszalinie. Od 1736 powoływany był do komisji egzaminującej kandydatów na organistę w kościele św. Jana w Słupsku.
W 1911 wykonano pobieżną konserwację wystroju rzeźbiarskiego prospektu.
W wyniku działań wojennych organy uległy uszkodzeniom. Do końca XX wieku przeprowadzono kilka interwencji remontowych, wskutek których utraciły swoje barokowe brzmienie i walory konstrukcyjne. Pierwszym proboszczem parafii św. Jacka po wojnie był ksiądz Karol Chmielewski – zlecił on naprawę instrumentu, a remont wykonał organmistrz Wilhelm Voelkner z Duninowa. W 1950 z instrumentu wymontowano cały zespół brzmieniowy pedału oraz piszczałki kilku głosów pierwszego manuału – organmistrz Stefan Truszczyński z Włocławka wykorzystał je do budowy organów w kościele Mariackim w Słupsku. W 1972 organmistrz Jarzemowski uzupełnił brakujące piszczałki manuału. W 1976 toruński oddział Pracowni Konserwacji Zabytków opracował pierwszą powojenną dokumentację historyczno-konserwatorską oraz inwentaryzację pomiarową organów. W 1980 organmistrz Zygmunt Kamiński z Warszawy wykonał i zainstalował sekcję pedału. W latach 1985–1986 pracownia konserwatorska Muzeum Pomorza Środkowego w Słupsku uzupełniła brakujące elementy prospektu i poddała go konserwacji.
Po 1989 organista kościoła św. Jacka Janusz Dudziński i organista kościoła Mariackiego w Stralsundzie Martin Rost odnaleźli niemiecką dokumentację organów sprzed 1681, zawierającą informacje o budowniczych i pierwotnej dyspozycji (instrument miał wówczas 36 głosów rozmieszczonych w czterech zespołach brzmieniowych i 3 manuały). W 1995 Dudziński założył Stowarzyszenie Rekonstrukcji Organów Kościoła Zamkowego w Słupsku, którego celem było przywrócenie instrumentu do stanu zgodnego z projektem pierwszego budowniczego – Paula Fischera. Dużą rolę w pozyskaniu funduszy odegrał mieszkający w Fassbergu pastor i organista Joachim Schwarz. Rekonstrukcja organów zakończyła się 16 czerwca 2002. Zakończoną 16 czerwca 2002 renowację organów przeprowadził warsztat organmistrzowski Zdzisława Mollina z Odry. Od tamtego czasu organy służą celom liturgicznym, edukacyjnym i koncertowym, a w kościele św. Jacka od 1983 odbywa się cyklicznie Festiwalowi Muzyki Organowej i Kameralnej w Słupsku.

## Budowa
Organy umieszczone są na emporze przy zachodniej ścianie kościoła, nad głównym wejściem; zespół brzmieniowy Ruckpositiv wkomponowany jest w balustradę chóru. Instrument posiada 1604 piszczałki rozmieszczone w 33 głosach, trzy manuały oraz mechaniczną trakturę gry i rejestrów. Piszczałki prospektu szafy głównej należą do głównego głosu Principal 4′; pochodzą z 1657.
Wykonane w połowie XVII wieku przez Hansa Eddelwera barokowe prospekty obydwu części instrumentu mają analogiczną konstrukcję – są pięcioosiowe, architektoniczne, z trzema wysuniętymi półkolistymi ryzalitami wieżami. Elewacje szaf organowych podzielone są wyraźnie na trzy części: dolną – linię cokołu, zasadniczą – z piszczałkami oraz górną – zwieńczenie. Dekoracjami snycerskimi są ażurowe, akantowe uszaki, figury postaci ze Starego Testamentu, atlantów i aniołów oraz kartusz z kiścią winogron. Szczyt prospektu głównego wieńczy figura króla Dawida z lirą. W zwieńczeniach bocznych wież prospektu dolnego znajdują się herby księstwa pomorskiego i Ernesta Bogusława von Croy.

## Dyspozycja
Dyspozycja po rekonstrukcji z 2002:
| Manuał I Ruckpositiv | Manuał II Hauptwerk | Manuał III Brustwerk                                                   | Pedał |
| --- | --- | ---------------------------------------------------------------------- | --- |
| 1. Floit 8′ 2. Principal 4′ 3. Quintade 4′ 4. Superoctave 2′ 5. Waldfloit 2′ 6. Suiffloit 1 1/3′ 7. Cromhorn 8′ 8. Trommet 8′ | 1. Bordun 16′ 2. Principal 8′ 3. Gemshorn 8′ 4. Quintade 8′ 5. Octave 4′ 6. Rohrfloit 4′ 7. Quinte 3′ 8. Octave 2′ 9. Sedecima 1 3/5′ 10. Mixtur IV | 1. Floit 8′ 2. Floit 4′ 3. Principal 2′ 4. Zimbel III 5. Knopfregal 8′ | 1. Gedackt 16′ 2. Quintade 8′ 3. Gedackt 8′ 4. Octave 4′ 5. Nachthorn 4′ 6. Bauernfloit 1′ 7. Posaune 16′ 8. Sordun 16′ 9. Trommet 8′ 10. Cornett 2′ |
| (kolorem czerwonym oznaczono głosy języczkowe)                                                                                | |                                                                        | |